# Amarzukih
Ahmad Marzukih (sinh ngày 21 tháng 6 năm 1984) là một cầu thủ bóng đá người Indonesia. Hiện tại anh thi đấu cho câu lạc bộ tại Liga 1 PSMS Medan. Vị trí tự nhiên của anh là tiền vệ và có chiều cao 178 cm. Anh từng thi đấu cho Persitara.